# Vrgorac
Vrgorac este un oraș în cantonul Split-Dalmația, Croația, având o populație de 6.572 de locuitori (2011).

## Demografie
Componența etnică a orașului Vrgorac
     Croați (98,86%)
     Necunoscut (0,02%)
     Neclasificat (0,94%)
Componența confesională a orașului Vrgorac
     Catolici (96,59%)
     Fără religie și atei (1,75%)
     Necunoscută (0,33%)
     Alte religii (1,32%)
Conform recensământului din 2011, orașul Vrgorac avea 6.572 de locuitori. Din punct de vedere etnic, majoritatea locuitorilor (98,86%) erau croați. Apartenența etnică nu este cunoscută în cazul a 0,02% din locuitori. Din punct de vedere confesional, majoritatea locuitorilor (96,59%) erau catolici, cu o minoritate de persoane fără religie și atei (1,75%). Pentru 0,33% din locuitori nu este cunoscută apartenența confesională.